# 亞倫·穆赫德
亞倫·穆赫德（英語：Aaron Scott Moorhead，1987年3月3日—）是一名美國電影導演、製片人、攝影師、剪輯師和演員。他因與創作夥伴賈斯汀·班森的合作而知名。

## 職業生涯
穆赫德與作家兼製片人賈斯汀·班森的合作產生了兩部廣受好評的故事片，分別是2012年的恐怖片《最佳基友闖死關》和2014年的愛情肉體恐怖片《魔物戀人》，該片在2014年多倫多國際影展上首映。在這兩部電影中，穆赫德擔任聯合導演、製片人和攝影指導。
他與班森的合作也可以在美國恐怖選集電影《索命影帶3》的「Bonestorm」部分找到。
他們的電影《永劫》於2017年在翠貝卡電影節的競賽單元中首映，並於2018年被Well Go USA Entertainment收購發行。

## 影視作品

### 電影
| 年份 | 標題                   | 職務 | 職務 | 職務   | 職務 | 職務      | 備註                |
| 年份 | 標題                   | 導演 | 編劇 | 製片人 | 剪輯 | 攝影 指導 | 備註                |
| ---- | ---------------------- | ---- | ---- | ------ | ---- | --------- | ------------------- |
| 2010 | 《A Glaring Emission》 | 是   | 是   | 否     | 是   | 否        |                     |
| 2012 | 《最佳基友闖死關》     | 是   | 否   | 是     | 是   | 是        |                     |
| 2014 | 《索命影帶3》          | 是   | 否   | 是     | 是   | 是        | 篇章：「Bonestorm」 |
| 2014 | 《魔物戀人》           | 是   | 否   | 是     | 是   | 是        |                     |
| 2017 | 《永劫》               | 是   | 否   | 是     | 是   | 是        |                     |
| 2019 | 《藥命時空》           | 是   | 否   | 是     | 是   | 是        |                     |
| 2019 | 《午夜之後》           | 否   | 否   | 是     | 否   | 否        |                     |
| 2020 | 《她明天死亡》         | 否   | 否   | 是     | 否   | 否        |                     |
| 2022 | 《尘中之物》           | 是   | 否   | 是     | 是   | 是        |                     |

執行製片人
- 《Things Will Be Different》（2024年）

### 電視
| 年份 | 標題             | 職務 | 職務        | 集數                     |
| 年份 | 標題             | 導演 | 執行 製片人 | 集數                     |
| ---- | ---------------- | ---- | ----------- | ------------------------ |
| 2020 | 《陰陽魔界》     | 是   | 否          | 「8」                    |
| 2022 | 《81號檔案》     | 是   | 否          | 「Terror in the Aisles」 |
| 2022 | 《81號檔案》     | 是   | 否          | 「Spirit Receivers」     |
| 2022 | 《月光騎士》     | 是   | 否          | 「召喚戰服」             |
| 2022 | 《月光騎士》     | 是   | 否          | 「陵墓」                 |
| 2023 | 《洛基》         | 是   | 是          | 「歐羅波洛」             |
| 2023 | 《洛基》         | 否   | 是          | 「打擊布拉德」           |
| 2023 | 《洛基》         | 否   | 是          | 「1893 (Loki)」          |
| 2023 | 《洛基》         | 是   | 是          | 「時變局之心」           |
| 2023 | 《洛基》         | 是   | 是          | 「科學與幻想」           |
| 2023 | 《洛基》         | 是   | 是          | 「光榮使命」             |
| 2025 | 《夜魔俠：重生》 | 是   | 否          | TBA                      |

### 飾演角色
| 年份 | 標題               | 角色                         | 備註                 |
| ---- | ------------------ | ---------------------------- | -------------------- |
| 2012 | 《最佳基友闖死關》 | 亞倫                         |                      |
| 2014 | 《索命影帶3》      | Rollerblading marine's buddy |                      |
| 2015 | 《屍控2夜情》      | 不太英俊的警官               |                      |
| 2017 | 《永劫》           | 亞倫                         |                      |
| 2022 | 《尘中之物》       | John                         |                      |
| 2022 | 《拼命呼吸》       | 金色的門                     |                      |
| 2023 | 《洛基》           | Clarence Anglin              | 集數：「科學與幻想」 |

## 外部連結
- 亞倫·穆赫德在互联网电影资料库（IMDb）上的資料（英文）
- 官方网站